# Zhang Dejiang
Zhang Dejiang, född 1 november 1946, är en pensionerad kommunistisk kinesisk politiker.
Han var ordförande i Nationella folkkongressens ständiga utskott ("talman") och innehade stol nummer 3 i Politbyråns ständiga utskott, kommunistpartiets mäktigaste organ. Han var också vice chef för kommunistpartiets nationella säkerhetskommission och hade ansvar för Hongkong och Macao.

## Bakgrund
Zhang kommer från Tai'an i Liaoning. Under Kulturrevolutionen var han som så många andra ungdomar utskickad till landsbygden för att "lära av bönderna", och tillbringade därför åren 1968–1972 folkkommunen Luozigou i häradet Wangqing i Jilin-provinsen. Under tiden där gick han med i Kommunistpartiet 1971 och arbetade i byns propagandaavdelning.
Trots att högre utbildning i Kina var nästan nedlagd under Kulturrevolutionen kunde Zhang studera koreanska vid  Yanbianuniversitetet 1972–1975. Han var vice ordförande i partiavdelningen vid institutionen för koreanska 1975–1978. I linje med inriktningen mot Korea studerade han sedan två år vid Kim Il-sung-universitetet i Nordkorea 1978–1980.  Han var därmed den ende i den då sittande politbyrån som hade studerat utomlands.
Efter återkomsten till Kina blev han vicerektor för Yanbianuniversitetet, en post han höll i tre år 1980–1983.

## Karriär

### Kommunpolitik och vice minister (1983–1990)
Zhang började sin egentliga politiska bana 1983 när han blev vice partisekreterare för Yanji i Jilin. Han befordrades 1985 till vice partisekreterare för prefekturen Yanbian, men fick redan året därpå lämna lokalpolitiken för att bli vice befolkningsminister i Li Pengs regering 1986–1990.

### Provinspolitik (1990–2007)
Zhang återvände till lokalpolitiken 1990 som vice partisekreterare för Jilin och samtidigt partisekreterare för Yanbian. Han befordrades 1995 till full partisekreterare för provinsen. Han blev sedan partisekreterare för Zhejiang 1998, och slutligen partisekreterare för den prestigefyllda provinsen Guangdong 2002. Detta gav honom även en plats i politbyrån.
Som partichef i Guangdong och Jiang Zemins allierade var han delaktig i mörkläggandet av SARS-epidemin 2003. I februari och mars sörjde han för att tidningarna under hans kontroll censurerades och höll sjukdomen hemlig..
Även om han är allierad med Jiang har han gått ut öppet med sin kritik av de tre representationerna. Han har också undertryckt proteströrelser som protesterna i Dongzhou (i Shanwei) 2005.

### Rikspolitik (2007–2013)
Zhang lämnade Guangdong 2007 och valdes året därpå av Nationella folkkongressen till vice premiärminister i Wen Jiabaos regering. Sedan Bo Xilai avsatts från sin ställning som partisekreterare i Chongqing i mars 2012 fick Zhang även hoppa in som tillfällig partichef där fram till partikongressen några månader senare.

### Talman (2013–2018)
Zhang valdes in i politbyråns ständiga utskott på den 18:e partikongressen 2012 på plats nummer 3. Året därpå valdes han till ordförande i den 12:e Nationella folkkongressens ständiga utskott, motsvarande talmansämbetet i andra parlament. Han är vice chef för kommunistpartiets nationella säkerhetskommission och har ansvar för Hongkong och Macao.
Nationella folkkongressen kan sägas motsvara underhuset i länder med tvåkammarsystem - "överhuset" är i så fall Folkets politiska konsultativa konferens som leds av Zhangs underordnade Yu Zhengsheng.
Zhang avgick som talman för Nationella folkkongressen 2018 eftersom han då fyllt 70 och passerat den obligatoriska pensionsåldern för högre ledare.